# Rotem
Pour les articles homonymes, voir Elam Rotem et Simcha Rotem.
Rotem est une section de la ville belge de Dilsen-Stokkem située en Région flamande dans la province de Limbourg. C'était une commune à part entière avant la fusion des communes de 1971.

## Démographie

### Évolution démographique
- Sources : INS, Rem. : 1831 jusqu'en 1970 = recensements[2].